# Lágrima no Olhar
Lágrima no olhar é o nono álbum de estúdio do grupo brasileiro Altos Louvores, lançado pela gravadora Som e Louvores em 1993.
Com produção musical do integrante e vocalista Edvaldo Novais, o projeto recebeu a participação de vários músicos, como Pedro Braconnot (Rebanhão) e Zé Canuto.
Em 2018, foi considerado o 57º melhor álbum da década de 1990, de acordo com lista publicada pelo Super Gospel.

## Faixas
1. Lágrima no Olhar
2. Recomeçar
3. Confissão
4. Liberdade
5. Passo Certo
6. Dom de Vida
7. Vamos dar as Mãos
8. Sociedade Humana

## Ficha Técnica
- Teclados: Roland - J.V - 80,Yamaha JG 77 Proteus/1XR, Korg M3R, Wavestation 01/WFD: Edvaldo Novais
- Participação Especial Piano JD 800: Ronaldi
- Baixo: Auréo Luiz
- Bateria: Anderson
- Guitarra: André
- Violão: Marquinhos Gomes
- Participação Especial Sax Alto & Soprano: Zé Canuto
- Vocalistas: Roberta Santos, Eyshila, Diogénes Marques, Marquinhos Gomes
- Arranjo Vocais: Edvaldo Novais e Eyshila
- Produtor Executivo: Orlando
- Produtor Artístico: Edvaldo Novais
- Arranjos:Edvaldo Novais, Aureo, Ronaldi, Marquinhos
- Estúdio: Mega Studios (16 Canais Análogos, 58 digitais)
- Técnico: Pedro Braconnot
- Coordenação Geral:Edvaldo Novais
- Capa: Edvaldo Novais
- Programação Visual: André Moreira
- Ilustração: Gilberto Zavarezzi
- Fotografia: Sérgio Roberto
- Gravadora: Som e Louvores